# Francis Balodis
Francis Balodis, född 7 augusti 1882, död 8 augusti 1947 i Stockholm, lettisk orientalist och arkeolog. Han var bror till Jānis Balodis.
Balodis blev filosofie doktor i München 1912. Efter studier i Dorpat, Moskva och München var han 1912-24 verksam som docent i egyptologi och professor i konsthistoria, historia och arkeologi vid arkeologiska institutionen i Moskva samt vid Moskvas och Saratovs universitet. 1921-24 var Balodis föreståndare för arkeologiska institutionen i Saratov. 1924 återvände han till Lettland och blev samma år professor i orientalisk filologi vid Lettlands universitet i Riga. Vid den ryska ockupationen 1940 flydde Balodis till Sverige, där han fortsatte sin verksamhet vid Stockholms högskola.
Francis Balodis gjorde arkeologiska utgrävningar i Grobin 1929-30. Utöver dessa utförde han ett flertal grävningar i Ryssland och Lettland. Bland hans skrifter märks Alt-Sarai und Neu-Sarai (1926), Neuere Forschungen über die Kultur der Goldenen Horde (1927), Die archäologischen Forschungsarbeiten in Lettland 1920-26 (1927), Det äldsta Lettland (1940), Egypten (1943) samt memoarerna Våld och frihet (1941).